# Eleutherodactylus locustus
El coquí martillito (Eleutherodactylus locustus) es una especie de rana nativa de Puerto Rico perteneciente a la familia Eleutherodactylidae. Se encuentra amenazada por la pérdida de su hábitat natural.